# Asamblea Popular de Siria
La Asamblea Popular de Siria es el poder legislativo de la República Árabe Siria.
Tras la caída del régimen de los Assad, éste se encuentra disuelto. Sin embargo, se espera que se forme un Consejo Legislativo provisional en agosto de 2025.

## Historia

### Mandato francés
Después de la caída del Imperio Otomano en 1918, el Congreso Nacional Sirio se reunió en mayo de 1919 en Damasco. En septiembre de 1920, Henri Gouraud, Alto Comisionado para el Levante, formó un consejo representativo, con dos tercios elegidos y un tercio designado por la administración francesa. El 28 de junio de 1922 se creó la Federación Siria, creándose un Consejo de la Federación compuesto por 15 miembros procedentes de varios estados. Debido a la falta de elecciones, estos miembros fueron nombrados por el Alto Comisionado en 1923, y sus mandatos se extendieron al año siguiente. 
En 1925, después de la formación del Estado de Siria, el presidente Ahmad Nami y el alto comisionado Henri Ponsot acordaron celebrar elecciones para una asamblea constituyente que redactara una constitución.  Esto condujo a las primeras elecciones legislativas sirias en 1928, que eligieron a 68 representantes pero que luego fueron disueltas el 5 de febrero de 1929.  El artículo treinta de la Constitución de 1930 estableció una autoridad legislativa conocida como la Cámara de Representantes, con representantes elegidos por períodos de cinco años. Desde la adopción de la Constitución hasta su abolición en 1949, el número de representantes osciló entre 68 y 136 miembros.
Las primeras elecciones para la Cámara de Representantes se celebraron en diciembre de 1931 y enero de 1932. El primer consejo se reunió en junio de 1932 y facilitó un compromiso que condujo a la presidencia de Muhammad Ali Bey al-Abid . En las elecciones de 1936, el Bloque Nacional obtuvo la mayoría de los escaños en la Cámara de Representantes y Hashim al-Atassi fue elegido presidente.  Al mismo tiempo, las negociaciones con Francia condujeron al tratado de independencia, ratificado por el Parlamento sirio en diciembre de 1936. En 1938, Fares Al-Khoury se convirtió en el primer cristiano en ser elegido presidente. Las elecciones parlamentarias sirias de 1947 fueron las primeras celebradas después de la independencia.

### Gobierno baazista: Consejo Popular de Siria
Tras el golpe de Estado de 1963, una Asamblea Popular de 250 miembros para un período de cuatro años en 15 distritos electorales con varios escaños, sirvió en gran medida como sello de aprobación de los Baazistas gobernantes.  Sólo los partidos afiliados al Frente Nacional Progresista podían participar en las elecciones.
Las elecciones de 2012, celebradas el 7 de mayo, dieron como resultado un nuevo parlamento que, por primera vez en cuatro décadas, se basó nominalmente en un sistema multipartidista.  La oposición estuvo representada por el Frente Popular para el Cambio y la Liberación, que obtuvo 6 escaños. Posteriormente boicoteó las elecciones de 2016 porque el gobierno no había cumplido sus promesas de buscar enmiendas constitucionales y llevar a cabo negociaciones políticas. 
En 2016, Hadiya Khalaf Abbas, Ph.D., que representa a Deir Ezzor desde 2003, se convirtió en la primera mujer elegida presidenta de la Cámara de Representantes.    En 2017, Hammouda Sabbagh se convirtió en el primer cristiano ortodoxo sirio en ocupar el cargo. 

#### Ultimas elecciones del periodo baazista
Las últimas elecciones se celebraron el 15 de julio de 2024. El Frente Progresista Nacional obtuvo 185 de los 250 escaños, 169 de los cuales fueron para el Partido Ba'ath, mientras que 65 independientes ocuparon el resto de los escaños. 

### Después de Assad
Tras la caída del régimen de Assad el 8 de diciembre de 2024, la Asamblea publicó una declaración en la que calificaba ese día como «histórico en la vida de todos los sirios» y afirmaba que trabajaría para garantizar el respeto del estado de derecho sin discriminación. El comunicado incluía el nuevo escudo de armas de Siria, adornado con la bandera de la oposición siria.
El 11 de diciembre, el Partido Baaz suspendió indefinidamente todas sus actividades. Al día siguiente, el gobierno de transición sirio suspendió la asamblea y la constitución por un período de transición de tres meses. La Asamblea Popular se disolvió el 29 de enero de 2025 cuando el gobierno de transición sirio anunció planes para establecer un consejo legislativo provisional. 
En junio, Ahmed al-Charaa confirmó oficialmente que se celebraran unas elecciones “libres y justas” en agosto del mismo año. 
Para esto, se estableció un Comité Superior de 11 miembros para las Elecciones de la Asamblea Popular, instruyendo además a formar comités provinciales que serán responsables de elegir a los representantes adecuados para la asamblea, añadiendo además que estos miembros serian un setenta por ciento expertos e intelectuales, mientras que el resto serán notables y dignatarios, recalcando que un tercio de los miembros serían elegidos directamente por el mandatario.

## Nombres de la legislatura
El nombre del poder legislativo en Siria ha cambiado, como también su composición y funciones:
- Bajo la administración del territorio enemigo ocupado (1917-1920)
  - Congreso Nacional Sirio (1919-1920)
- Reino árabe de Siria (1920)
  - Congreso Nacional Sirio (1920)
- Federación Siria (1922-1930)
  - Consejo Federal (1923-1925)
- Estado de Siria (1925-1930)
  - Asamblea Constituyente (1924-1930)
- Primera y Segunda República Siria (1930-1958)
  - Consejo de Representantes (1932-1933)
  - Cámara de Diputados (1932-1946)
  - Cámara de Representantes (1947-1949)
  - Asamblea Constituyente (1949-1951)
  - Cámara de Diputados (1953-1958)
- República Árabe Unida (1958-1961)
  - Cámara de Diputados (1958-1960)
- República Árabe Siria
  - Cámara de Diputados (1961-1963)
  - Consejo Nacional Revolucionario (1963-1966)
  - Asamblea Popular (1971-2024)
  - Consejo legislativo provisional (2025-presente)